# 杨桥街道
杨桥街道是中华人民共和国云南省昆明市嵩明县下辖的一个街道办事处。2018年5月，杨桥街道从嵩阳街道析置，6月29日正式挂牌。

## 行政区划
杨桥街道下辖以下村级行政区划单位：
杨桥社区、西山社区、大村子社区、布能社区、上禾社区、矣铎社区、月家社区、太平龙社区、白鹤社区、龙街社区、大坡社区、黑营盘社区。